# MAB & MYA
MAB & MYA var en textilkoncern i Malmö som bildades 1943 genom att Manufaktur AB förvärvade aktiemajoriteten i Malmö Yllefabriks AB. 

## Historia
De första tio åren var efterfrågan god, men priskonkurrens från utlandet försämrade gradvis lönsamheten. 1958 tvingades yllefabriken i centrala Malmö att slå igen. MAB & MYA blev efterhand ett renodlat holdingbolag och köpte 1961 företaget Malmö Mekaniska Tricotfabrik för att snart åter sälja det. 1966 var det dags för nedläggning även av bomullsväveriet och därmed hela koncernen. In i fabriksbyggnaden flyttade sedan Mobilia köpcentrum.

### Webbkällor
Malmö stad: Kulturarv Malmö